# ユーリ・ボルドィレフ

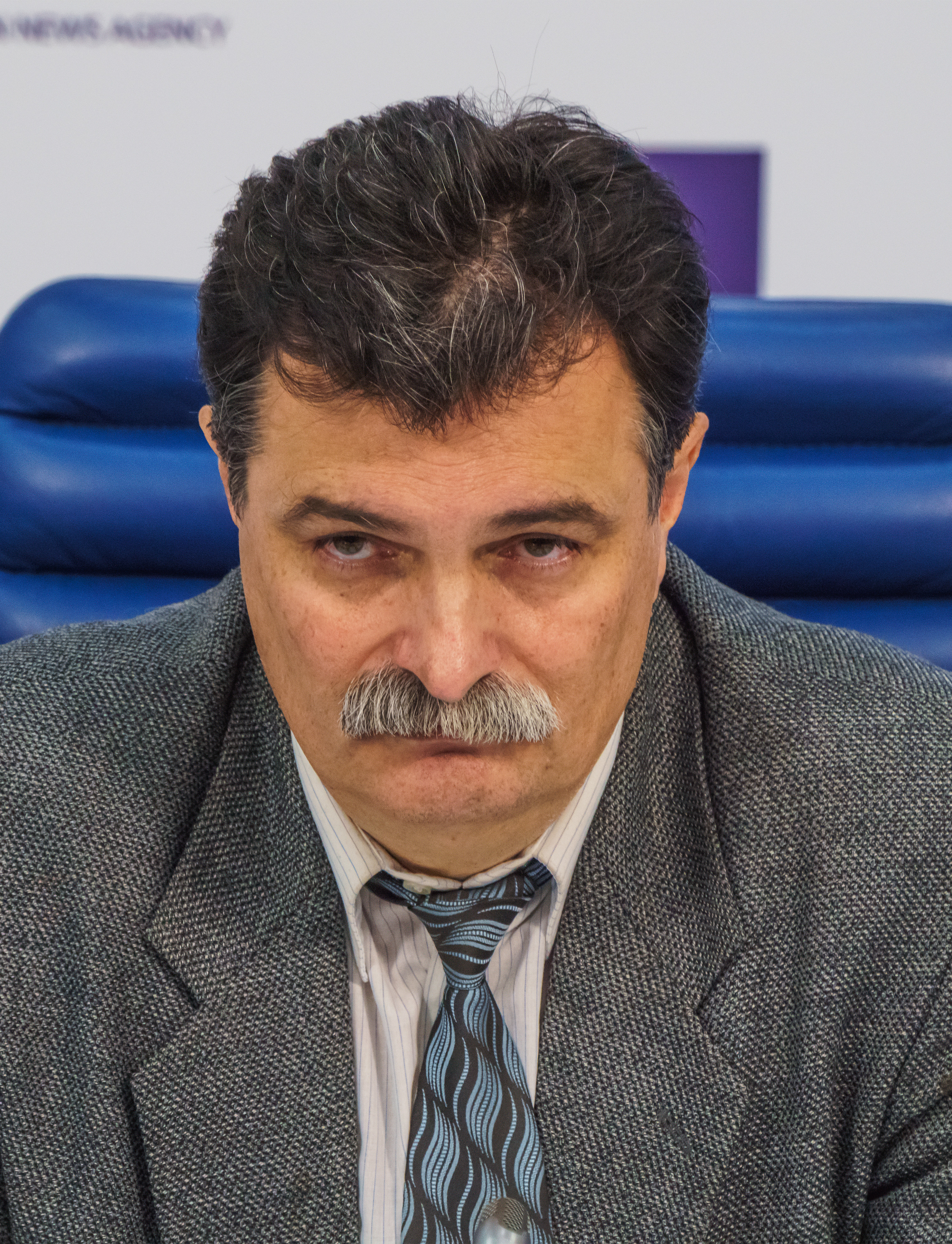

ユーリ・ユリエヴィチ・ボルドィレフ（ロシア語: Юрий Юрьевич Болдырев, ラテン文字転写: Yurii Yurievich Boldyrev, 1960年5月29日 - ）は、ロシアの政治家、出版者。ロシア人。
レニングラード電気技術大学、レニングラード金融経済大学を卒業する。1989年レニングラード市からソ連人民代議員に選出された。ロシア共和国最高会議議長最高諮問評議会議員。1992年ロシア大統領府監督局長。1992年ロシア下院国家会議選挙においてグリゴリー・ヤブリンスキー、ウラジーミル・ルキンとヤブリンスキー・ボルドィレフ・ルキンブロック（ヤブロコ）を結成する。しかし、1993年2月に同ブロックを離脱し、同年ロシア連邦議会上院連邦会議議員に当選。1995年から2001年までロシア会計検査院副議長。
2002年からしばらく政界を離れ、編集、出版に携わっていたが、2007年再び政界に復帰し公正ロシアに入党。2007年ロシア下院選挙では同党の比例代表名簿の筆頭3人のうちの一人となり当選した。